# Kalameny
Kalameny (hongrois : Kelemenfalu) est un village de Slovaquie situé dans la région de Žilina.

## Histoire
La première mention écrite du village date de 1375.

## Démographie

### Évolution de la population
| Année:               | 1994. | 2004.   | 2014.   | 2024.   |
| -------------------- | ----- | ------- | ------- | ------- |
| Nombre de personnes: | 456   | 477     | 466     | 421     |
| Différence:          |       | +4,60 % | -2,30 % | -9,65 % |

| Année:               | 2023. | 2024.   |
| -------------------- | ----- | ------- |
| Nombre de personnes: | 432   | 421     |
| Différence:          |       | -2,54 % |